# Musik i Gentofte
Musik i Gentofte er en festival, der afholdes i Gentofte Sportspark, nord for København hvert år den sidste weekend i juli. Den musikalske profil er dansk pop og rock. I sit første år havde Musik i Gentofte 5500 gæster og 400 frivillige. Festivalen blev stiftet af Michael Schäbethal i 2023.
Festivalen er etableret med et selverklæret ønske om at genoplive Gentofte Kommunes tradition for store koncerter, som man oplevede op gennem 80'erne og 90'erne.